# Ronde van de Algarve 2011
De Ronde van de Algarve 2011 (Portugees: Volta ao Algarve 2011) werd gehouden van woensdag 16 tot en met zondag 20 februari in de regio Algarve, Portugal. Het was de 37ste editie. Tony Martin won de afsluitende tijdrit en stelde zo de eindzege veilig. Titelverdediger was de Spanjaard Alberto Contador. De ronde telde achttien uitvallers; van de 168 gestarte renners kwamen er 150 over de eindstreep in Portimão.

## Etappe-overzicht
| etappe | datum       | start     | finish                 | afstand       | winnaar          | klassementsleider |
| ------ | ----------- | --------- | ---------------------- | ------------- | ---------------- | ----------------- |
| 1e     | 16 februari | Albufeira | Albufeira              | 157.5 km      | Philippe Gilbert | Philippe Gilbert  |
| 2e     | 17 februari | Lagoa     | Lagos                  | 186.5 km      | John Degenkolb   | Philippe Gilbert  |
| 3e     | 18 februari | Tavira    | Alto Do Malhão (Loulé) | 179.2 km      | Steven Cummings  | Steven Cummings   |
| 4e     | 19 februari | Albufeira | Tavira                 | 167.3 km      | André Greipel    | Steven Cummings   |
| 5e     | 20 februari | Lagoa     | Portimão               | 17.2 km (ITT) | Tony Martin      | Tony Martin       |

## Etappe-uitslagen

### 1e etappe
| Albufeira – Albufeira (157,5 km) |                  |                    |          |
| Plaats                           | Naam             | Ploeg              | tijd     |
| Winnaar                          | Philippe Gilbert | Omega Pharma-Lotto | 4u36'36" |
| 2                                | Gerald Ciolek    | Quick Step         | + 5"     |
| 3                                | André Greipel    | Omega Pharma-Lotto | z.t.     |
| 4                                | Tyler Farrar     | Garmin-Cervélo     | z.t.     |
| 5                                | Michael Matthews | Rabobank           | z.t.     |
| 6                                | Baden Cooke      | Saxo Bank-Sungard  | z.t.     |
| 7                                | John Degenkolb   | Team HTC-High Road | z.t.     |
| 8                                | Andreas Klöden   | Team RadioShack    | z.t.     |
| 9                                | Tony Gallopin    | Cofidis            | z.t      |
| 10                               | Wout Poels       | Vacansoleil-DCM    | z.t.     |

### 2e etappe
| Lagoa – Lagos (186,5 km) |                   |                    |          |
| Plaats                   | Naam              | Ploeg              | tijd     |
| Winnaar                  | John Degenkolb    | Team HTC-High Road | 4u57'56" |
| 2                        | Tyler Farrar      | Garmin-Cervélo     | z.t.     |
| 3                        | Michael Matthews  | Rabobank           | z.t.     |
| 4                        | Baden Cooke       | Saxo Bank-Sungard  | + 1"     |
| 5                        | Sébastien Hinault | AG2R-La Mondiale   | z.t.     |
| 6                        | Philippe Gilbert  | Omega Pharma-Lotto | z.t.     |
| 7                        | Filipe Cardoso    | Barbot-Efapel      | z.t.     |
| 8                        | Fabian Wegmann    | Team Leopard-Trek  | z.t.     |
| 9                        | Gerald Ciolek     | Quick Step         | z.t      |
| 10                       | Dmitri Fofonov    | Pro Team Astana    | z.t.     |

### 3e etappe
| Tavira – Alto Do Malhão (Loulé) (179,2 km) |                    |                    |          |
| Plaats                                     | Naam               | Ploeg              | tijd     |
| Winnaar                                    | Steve Cummings     | Sky ProCycling     | 4u56'19" |
| 2                                          | Tejay van Garderen | Team HTC-High Road | z.t.     |
| 3                                          | Alberto Contador   | Saxo Bank-Sungard  | z.t.     |
| 4                                          | Rein Taaramäe      | Cofidis            | z.t.     |
| 5                                          | Tony Martin        | Team HTC-High Road | z.t.     |
| 6                                          | Tiago Machado      | Team RadioShack    | + 6"     |
| 7                                          | Simon Gerrans      | Sky ProCycling     | + 16"    |
| 8                                          | Roman Kreuziger    | Pro Team Astana    | z.t.     |
| 9                                          | Andreas Klöden     | Team RadioShack    | z.t      |
| 10                                         | Ryder Hesjedal     | Garmin-Cervélo     | z.t.     |

### 4e etappe
| Albufeira – Tavira (167,3 km) |                  |                      |          |
| Plaats                        | Naam             | Ploeg                | tijd     |
| Winnaar                       | André Greipel    | Omega Pharma-Lotto   | 3u56'55" |
| 2                             | Michael Matthews | Rabobank             | z.t.     |
| 3                             | Anthony Ravard   | AG2R-La Mondiale     | z.t.     |
| 4                             | Tyler Farrar     | Garmin-Cervélo       | z.t.     |
| 5                             | Allan Davis      | Pro Team Astana      | z.t.     |
| 6                             | John Degenkolb   | Team HTC-High Road   | z.t.     |
| 7                             | Gerald Ciolek    | Quick Step           | z.t.     |
| 8                             | Boy van Poppel   | Unitedhealthcare Pro | z.t.     |
| 9                             | Borut Božič      | Vacansoleil-DCM      | z.t      |
| 10                            | Baden Cooke      | Saxo Bank-Sungard    | z.t.     |

### 5e etappe
| Lagoa – Portimão (individuele tijdrit over 17,2 km) |                    |                    |        |
| Plaats                                              | Naam               | Ploeg              | tijd   |
| Winnaar                                             | Tony Martin        | Team HTC-High Road | 20'53" |
| 2                                                   | Lieuwe Westra      | Vacansoleil-DCM    | + 5"   |
| 3                                                   | Tiago Machado      | Team RadioShack    | + 26"  |
| 4                                                   | Jesse Sergent      | Team RadioShack    | + 27"  |
| 5                                                   | Andreas Klöden     | Team RadioShack    | + 30"  |
| 6                                                   | Tejay van Garderen | Team HTC-High Road | z.t.   |
| 7                                                   | Luis León Sánchez  | Rabobank           | z.t.   |
| 8                                                   | Sébastien Rosseler | Team RadioShack    | + 31"  |
| 9                                                   | Thomas De Gendt    | Vacansoleil-DCM    | + 39"  |
| 10                                                  | Sylvain Chavanel   | Quick Step         | + 42"  |

## Eindklassementen
| Plaats    | Naam               | Ploeg              | Tijd      |
| --------- | ------------------ | ------------------ | --------- |
| Gele trui | Tony Martin        | Team HTC-High Road | 18u48'45" |
| 2         | Tejay van Garderen | Team HTC-High Road | + 32"     |
| 3         | Lieuwe Westra      | Vacansoleil-DCM    | + 39"     |
| 4         | Alberto Contador   | Saxo Bank-Sungard  | + 41"     |
| 5         | Andreas Klöden     | Team RadioShack    | + 46"     |
| 6         | Tiago Machado      | Team RadioShack    | + 47"     |
| 7         | Steven Cummings    | Sky ProCycling     | + 53"     |
| 8         | Rein Taaramäe      | Cofidis            | + 59"     |
| 9         | Luis León Sánchez  | Rabobank           | + 1'04"   |
| 10        | Thomas De Gendt    | Vacansoleil-DCM    | + 1'05"   |

| Plaats      | Naam             | Ploeg               | Punten |
| ----------- | ---------------- | ------------------- | ------ |
| Groene trui | Tyler Farrar     | Team Garmin-Cervelo | 49     |
| 2           | Michael Matthews | Rabobank            | 46     |
| 3           | André Greipel    | Omega Pharma-Lotto  | 42     |

| Plaats    | Naam            | Ploeg                  | Punten |
| --------- | --------------- | ---------------------- | ------ |
| Rode trui | Ricardo Mestre  | Tavira                 | 16     |
| 2         | Jarl Salomein   | Topsport Vlaanderen-M. | 13     |
| 3         | Thomas De Gendt | Vacansoleil-DCM        | 10     |

| Plaats     | Naam            | Ploeg           | Punten |
| ---------- | --------------- | --------------- | ------ |
| Witte trui | César Fonte     | Barbot-Efapel   | 8      |
| 2          | Thomas De Gendt | Vacansoleil-DCM | 6      |
| 3          | Sergej Lagoetin | Vacansoleil-DCM | 5      |

| Plaats | Ploeg              | Tijd      |
| ------ | ------------------ | --------- |
|        | Team HTC-High Road | 56u28'06" |
| 2      | Vacansoleil-DCM    | +01' 38"  |
| 3      | Rabobank           | +01' 59"  |

1960 · 1961 · 1962-1976 · 1977 · 1978 · 1979 · 1980 · 1981 · 1982 · 1983 · 1984 · 1985 · 1986 · 1987 · 1988 · 1989 · 1990 · 1991 · 1992 · 1993 · 1994 · 1995 · 1996 · 1997 · 1998 · 1999 · 2000 · 2001 · 2002 · 2003 · 2004 · 2005 · 2006 · 2007 · 2008 · 2009 · 2010 · 2011 · 2012 · 2013 · 2014 · 2015 · 2016 · 2017 · 2018 · 2019 · 2020 · 2021 · 2022 · 2023 · 2024 · 2025